# رایان هانسن
رایان هانسن (انگلیسی: Ryan Hansen؛ زادهٔ ۵ ژوئیهٔ ۱۹۸۱) بازیگر اهل ایالات متحده آمریکا است. وی از سال ۲۰۰۱ میلادی تاکنون مشغول فعالیت بوده‌است.
از فیلم‌هایی که وی در آن نقش داشته است، می‌توان به هیچ‌کس این را نمی‌خواهد، ورونیکا مارس، خانه‌خراب، بزن و فرار کن، عدالت برادر، دوستی، چیپس و اطلاعات مرکزی اشاره کرد.